# Primer gobierno de Francisco Franco
El primer gobierno de Francisco Franco, presidido por este, se constituyó el día 30 de enero de 1938 en la ciudad de Burgos, en plena guerra civil española y con arreglo a la ley del día antes sobre organización de la Administración del Estado. Le correspondió llevar a cabo una labor de urgencia represiva y organizadora. Tres semanas antes del estallido de las hostilidades en Europa el gobierno fue reorganizado, el día 9 de agosto de 1939.

## La constitución del gobierno
Frente a la pretensión formulada de que fuese la Falange el partido del Estado, tal como había pedido Manuel Hedilla y tal como eran el nacionalsocialista en Alemania, el fascista en Italia o el comunista en la Unión Soviética, la firme voluntad de Franco despoja a la Falange de tal creencia.

«...el partido del estado es casi el mismo Estado y solamente una catástrofe puede despojarle de su majestuosa misión ...»

En esta línea apolítica debemos señalar como la importancia del Gobierno de 1938 no estriba tanto en la obra de sus ministros como en su propia significación política:

«...De un hombre con el realismo de Franco se podía esperar todo menos que pasara por alto la triple lección del fracaso -relativo- de la unificación, a saber: primera, necesidad la posible expansión totalitaria del partido; segunda, necesidad de mantener las características del movimiento que acaudillaba, integrando en una pluralidad de fuerzas que de hecho no habían entrado en el partido unificado; tercera, necesidad, por tanto, de repetir el experiencia unificadora, pero con unas características que no permitieran fracasar de nuevo...»

La primera finalidad la consigue con la constitución de este gobierno, contrapeso eficaz del partido y más fuerte que él. Las otras dos finalidades las logra mediante el carácter plural, integrando a aquellos que en 1937 se habían resistido a entrar en el partido único.
En enero de 1938, mientras estaba teniendo lugar la batalla de Teruel, se da el primer paso importante para la configuración definitiva del "Nuevo Estado", que se había ido formando en la zona sublevada desde que el general Franco fuera proclamado "Jefe del Gobierno del Estado" el 1 de octubre de 1936, con la promulgación por el "Generalísmo" de la Ley de la Administración Central del Estado por la que se creaba una estructura administrativa que adoptaba la forma ministerial, "un paso más hacia la normalización política de una situación sin otra fuente de poder que la persona de Franco y el apoyo unánime del Ejército".
El 30 de enero el "Generalísimo" nombra a su primer gobierno en el que él mismo asume la Presidencia, mientras que Francisco Gómez-Jordana (hasta entonces presidente de la Junta Técnica del Estado) era el vicepresidente y Ministro de Asuntos Exteriores. Fidel Dávila, que seguía al mando del Ejército del Norte franquista, era ministro de Defensa; Severiano Martínez Anido, veterano militar y destacado represor del anarcosindicalismo barcelonés en los años 20, ocupaba la cartera de Orden Público. Sin embargo, el personaje más destacado del gabinete era Ramón Serrano Súñer, ministro de Gobernación y el cuñadísimo de Franco.

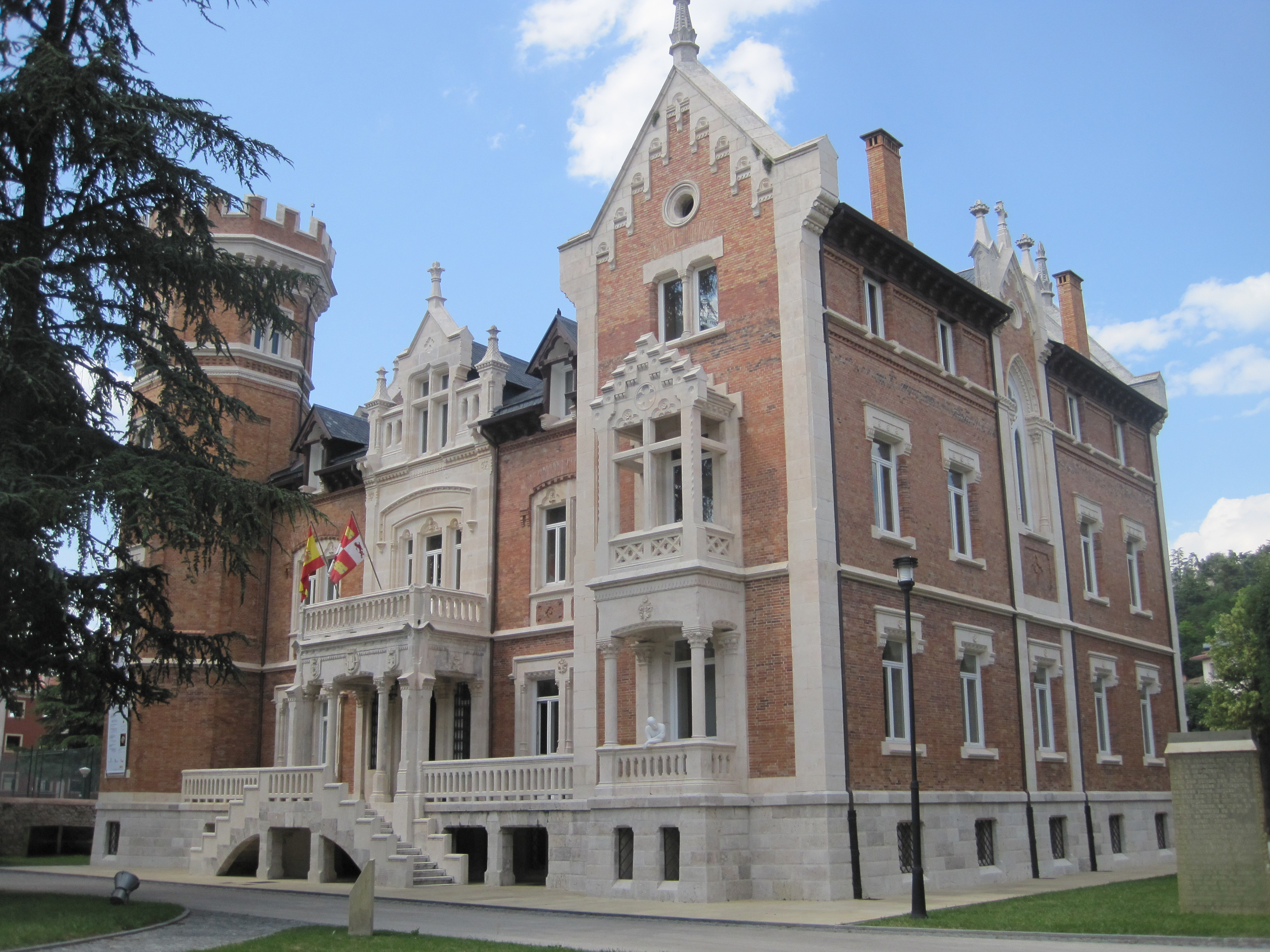
Palacio de la Isla en Burgos, sede del gobierno

En este gobierno aparece "una distribución que equilibraba el peso de los que serán permanentes suministradores de alto personal político y administrativo": el Ejército (Jordana, Dávila, Martínez Anido), la Falange histórica (Fernández-Cuesta), la Falange nueva (Serrano, González Bueno), los tradicionalistas (Rodezno), los monárquicos (Amado), Acción Española (Sainz Rodríguez) y los técnicos (Suances, Peña Boeuf). "Cada uno de esos sectores controlaba las áreas que les resultaban más próximas o queridas: los ministerios militares y de orden público para los militares; el movimiento sindical y los ministerios sociales, para los falangistas; los económicos, para hombres técnicos, abogados, juristas o ingenieros; y la educación y la justicia para los católicos, tradicionalistas o ex miembros de Acción Española". Por otro lado en este primer gobierno del general Franco "sorprende el muy escaso peso de falangistas y carlistas. Pero en los segundos escalones de esos ministerios había bastantes más hombres procedentes de los partidos clave, especialmente de Falange. Se prefiguraba ya la amalgama ideológica que sería siempre en el futuro el franquismo. El Partido creado por la Unificación tenía poca relación con el ejecutivo del Estado. (...) La única verdadera coincidencia de estos hombres era en su conservadurismo tradicional, en su derechismo reaccionario".
Según Julián Casanova el fascismo y el catolicismo fueron las dos ideologías sobre cuya amalgama va a cimentar este primer gobierno el "Nuevo Estado". El proceso de fascistización era evidente por la exaltación del líder, el "Caudillo", como el Führer o el Duce; el saludo brazo en alto establecido como "saludo nacional"; los uniformes y la simbología falangista; etc. Y al mismo tiempo proliferaban los ritos y manifestaciones religiosas católicas como las procesiones, las misas de campaña o las ceremonias político-religiosas que imitaban supuesta formas medievales.
Brian Crozier ve en la constitución de este gobierno el primer ejercicio verdaderamente político de Franco.

## Base legal
La Ley de 30 de enero de 1938 se organiza la Administración Central del Estado. Se disponía en ella que, a partir de la promulgación de la misma, la Administración quedaría organizada en departamentos ministeriales, al frente de los cuales habría un ministro asistido de un subsecretario. La Presidencia del Gobierno quedaba vinculada al Jefe del Estado, y que este, con sus ministros, constituía el Gobierno de la nación.

«...La Presidencia queda vinculada al Jefe del Estado. Los Ministros, reunidos con él, constituirán el Gobierno de la Nación. 
Los Ministros, antes de tomar posesión de sus cargos, prestarán juramento de fidelidad al Jefe del Estado y al Régimen Nacional. El Gobierno tendrá un Vicepresidente y un Secretario elegidos entre sus miembros por el Jefe del Estado.
Dependerán de la Vicepresidencia una Subsecretaría, el Instituto Geográfico y Estadístico, el Servicio de Marruecos y Colonias y el Servicio de Abastecimientos y Transportes. Ejercerá, además, todas las funciones que en ella delegue la Presidencia. 
Una vez posesionados de sus cargos, los Ministros procederán a organizar sus Departamentos, proponiendo al Jefe del Estado las disposiciones referentes a su constitución y normas internas y normas de funcionamiento...»

## Composición del Gobierno

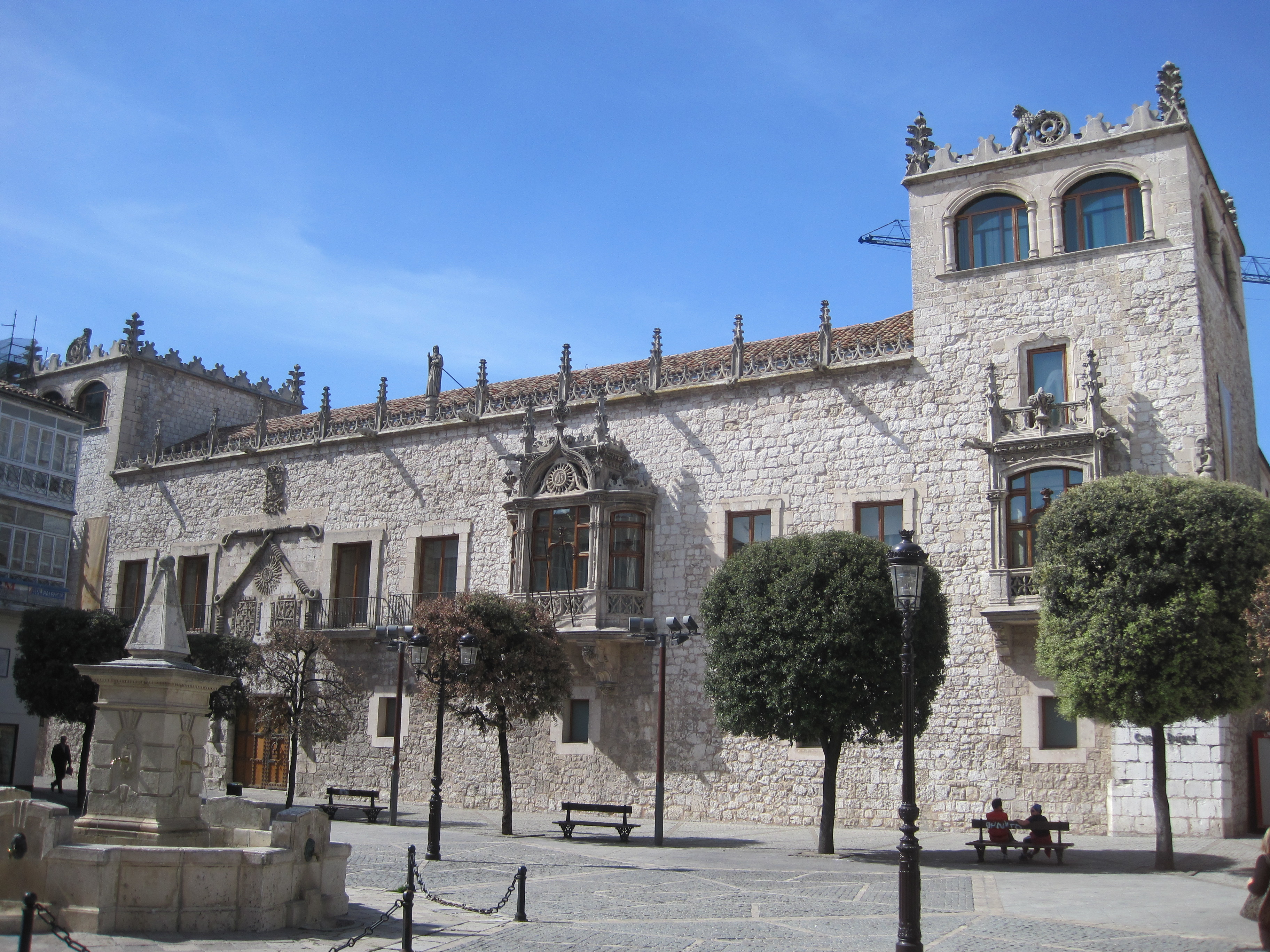
Casa del Cordón, sede del Ministerio de Asuntos Exteriores.

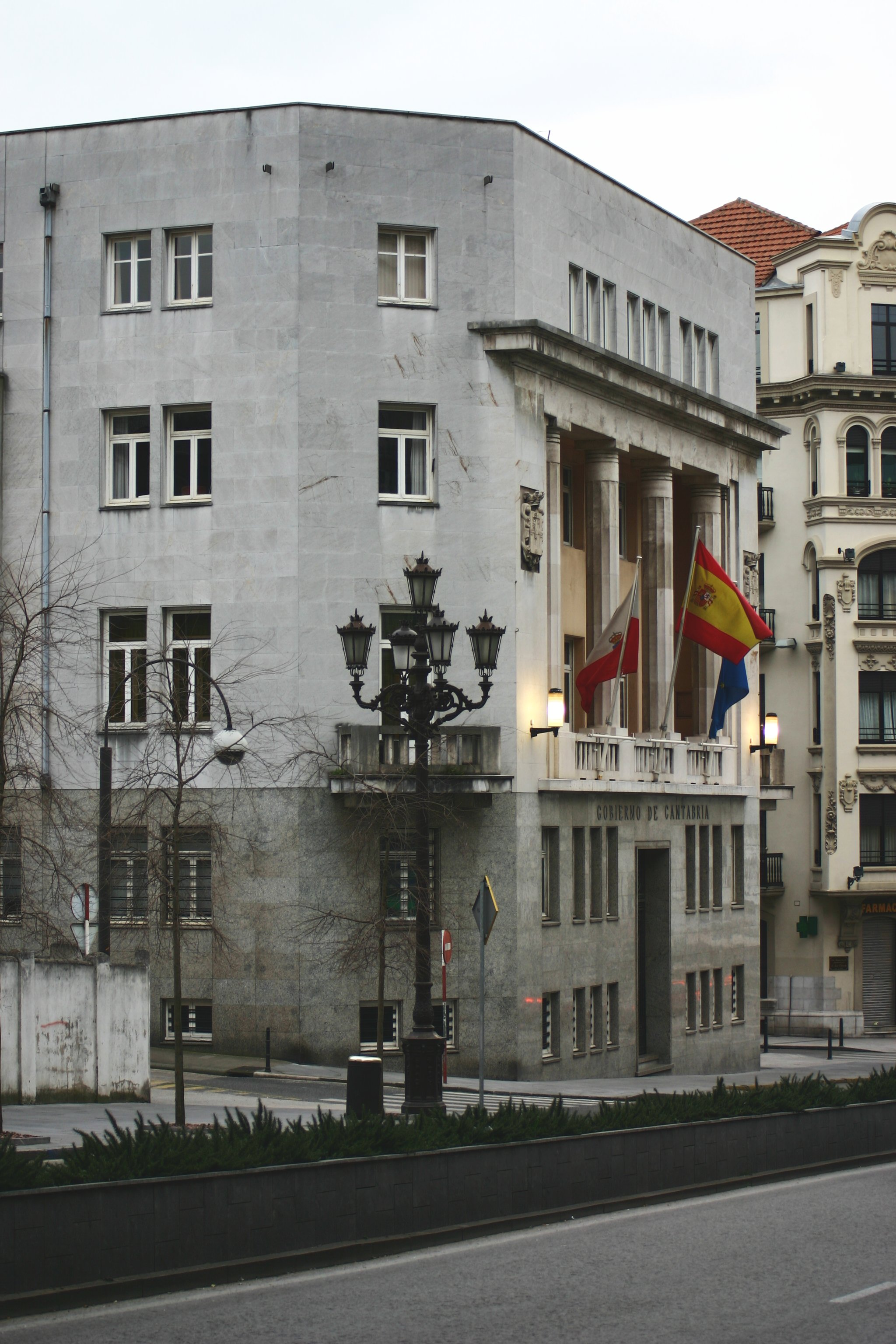
Anterior ubicación del Gobierno de Cantabria, sede del Ministerio de Organización y Acción Sindical.

La Presidencia queda vinculada al Jefe del Estado. Los Ministros, reunidos con él, constituirán el Gobierno de la Nación. La Administración Central del Estado se organiza en Departamentos Ministeriales, al frente de los cuales habrá un ministro asistido de un subsecretario. Los ministros subordinados a la Presidencia, que constituirá un Departamento especial, serán los siguientes:
- El Ministerio de Asuntos Exteriores, con sede en la ciudad de Burgos, comprende política exterior, tratados internacionales, relaciones con la Santa Sede y protocolo. Ocupa el cargo el general Francisco Gómez-Jordana y Souza que además es el vicepresidente del gobierno.

- El Ministerio de Justicia, con sede en la ciudad de Vitoria, comprende Justicia, registros, notariado, prisiones y asuntos eclesiásticos. Su titular es el dirigente de la Comunión Tradicionalista carlista Tomás Domínguez Arévalo, conde de Rodezno.

- El Ministerio de Defensa Nacional, con sede en la ciudad de Burgos, se organiza así: Independiente de las facultades del ministro encargado de la gestión de este Departamento, el Generalísimo conservará el mando supremo de los Ejércitos de Tierra, Mar y Aire. Con funciones meramente administrativas existirán tres Subsecretarías correspondientes a las tres ramas indicadas. Los respectivos Estados Mayores continuarían desempeñando los servicios técnicos. Dependiendo del Ministerio de Defensa Nacional, habría además un Consejo Superior del Ejército, otro de la Armada, un tercero del Aire, un Alto Tribunal de Justicia Militar, una Dirección de Industrias de Guerra, una de Armamento y la de Movilización, Instrucción y Recuperación. Ocupa este cargo el general Fidel Dávila.

- El Ministerio de Orden Público, con sede en la ciudad de Valladolid, comprendía los servicios de Seguridad, Fronteras, Inspección de la Guardia Civil, Correos y Telecomunicación y Policía del Tráfico, estableciéndose la adecuada conexión de los servicios de Seguridad con el Ministerio del Interior a los efectos de apoyar la acción política a este encomendada. En todas las provincias se nombran delegados de Orden Público; pero en cuanto sus funciones trascendiesen a la política pasarían a obedecer, en este punto, las órdenes de los gobernadores civiles.[15] Su titular es el general Severiano Martínez Anido.

- Del Ministerio del Interior, con sede en la ciudad de Burgos, dependerían política interior, administración, prensa y propaganda, turismo, regiones devastadas y reparaciones, beneficencia y sanidad. Si en algún caso el gobernador civil de una provincia asumiera las funciones del delegado de Orden Público, dependerá a estos efectos, del Ministerio de Orden Público.[16] Su titular es Ramón Serrano Súñer, antiguo diputado de la CEDA, cuñado del general Franco y su máximo hombre de confianza en temas políticos en aquel momento.

- Los servicios del Ministerio de Hacienda, con sede en la ciudad de Burgos, eran la Intervención, el Tesoro, el presupuesto, la propiedad y contribución territorial, la Deuda Pública y Clases Pasivas, las rentas públicas, las aduanas, el timbre y los monopolios, el contencioso del estado, la Banca, moneda y cambio, los seguros y el régimen jurídico de as sociedades anónimas.[17] Ocupa el cargo el monárquico Andrés Amado Reygondaud.

- El Ministerio de Industria y Comercio, con sede en la villa de Bilbao, comprendía la industria, el comercio y la política arancelaria, las minas, combustibles, las tarifas de transportes, las comunicaciones marítimas y la pesca marítima.[18] Su titular es el militar y amigo del "Caudillo" Juan Antonio Suances.

- Integraban el Ministerio de Agricultura, con sede en la ciudad de Burgos, los servicios de agricultura, montes, pesca fluvial, ganadería y reforma económica y social de la tierra.[19] Ocupa el cargo el falangista "camisa vieja" Raimundo Fernández-Cuesta.

- El ministerio de Educación Nacional, con sede en la ciudad de Vitoria, comprenderá los siguientes servicios: Enseñanza superior y media, Primera enseñanza, Enseñanza profesional y técnica, Bellas Artes.[20] Su titular es el monárquico Pedro Sainz Rodríguez.

- El Ministerio de Obras Públicas, con sede en la ciudad de Santander, los de puertos y señales marítimas, las obras hidráulicas y los caminos y ferrocarriles.[21] Su titular es el técnico Alfonso Peña Boeuf.

- El de Ministerio de Organización y Acción Sindical, con sede en la ciudad de Santander, los de sindicatos, jurisdicción y armonía del trabajo, previsión social, emigración y estadística.[22] Ocupa el cargo el falangista "camisa nueva" Pedro González-Bueno y Bocos.

## Obra del gobierno

Escudo del "Nuevo Estado"

Este gobierno recibe el encargo del "Generalísimo" Franco de que inicie el proceso de institucionalización del "Nuevo Estado":
- El 9 de marzo de 1938, el Consejo Nacional de FET y de las JONS, que se reunía por primera vez, redactó el "Fuero del Trabajo" basado en la Carta del lavoro del fascismo italiano,[11] que establecía los principios del "sindicalismo vertical" (la "Central Nacional-Sindicalista" fue creada por decreto de 21 de abril aunque no comenzó realmente a funcionar hasta después de la guerra) y de la intervención del Estado en la economía, y que el general Franco aprobó y promulgó en virtud de haberse atribuido no sólo la Jefatura del Estado y del Gobierno, sino el poder legislativo. El "Fuero del Trabajo" fue la primera de las siete Leyes Fundamentales de la Dictadura Franquista que funcionaron a modo de "constitución" del nuevo régimen.[23][8]
- El 5 de abril, se derogaba del Estatuto de Autonomía de Cataluña de 1932, y en los meses siguientes una serie de órdenes y decretos prohibían el uso del catalán en los documentos públicos.[8]
- El 9 de abril, una Ley de Prensa, sometía a los periódicos a la censura previa y atribuía al gobierno el nombramiento de los directores de periódicos.[8]
- El 5 de julio, se introducía la pena de muerte que había abolido la República.[23]
- El 20 de septiembre, una Ley de Enseñanza Media, garantizaba a la Iglesia católica una absoluta autonomía en la educación secundaria.[8] Además en esa ley se introducía lo que el ministro de Educación Nacional llamó "bachillerato clásico" que Sainz Rodríguez temía que a los otros ministros que tenían que aprobar la ley "les pareciera un disparate la implantación de tanto estudio de latín y de griego".[24]

## Legitimidad del Alzamiento y represión
El 22 de diciembre de 1938, el Consejo de Ministros, al que la conclusión victoriosa de la batalla del Ebro auguraba un pronto final de la guerra, designó una comisión de veintidós juristas para que elaborasen un “dictamen sobre la ilegitimidad de los poderes actuantes el 18 de julio de 1936.
La Ley de responsabilidad política de 9 de febrero de 1939, liquidó a la oposición franquista poniendo fuera de la ley a 24 partidos, sindicatos y asociaciones, así como a las logias masónicas.